# Reunion (Album)
Reunion ist ein Album von Country Joe and the Fish aus dem Jahr 1977. Sieben Jahre nach ihrer Auflösung kam die Band noch einmal in ihrer ursprünglichen Besetzung von 1967/1968 zusammen, und diesmal waren alle Bandmitglieder mit mindestens einer Komposition beteiligt.
Es war das sechste und letzte gemeinsame Album der Gruppe. Das Album Original Country Joe Band Live in Berkeley aus dem Jahr 2005 wurde nicht von Country Joe and the Fish, sondern von der Country Joe Band herausgebracht, weil Barry „Fish“ Melton nicht daran beteiligt war.

## Titel
1. Come to the Reunion  (Hirsh) – 5:06
2. Time Flies By  (McDonald) – 4:14
3. Stateline Nevada  (Melton) – 2:04
4. Love is a Mystery  (Melton) – 3:17
5. Dirty Claus Rag  (J. McDonald / B. McDonald / Charters / Marsh) – 2:10
6. Not So Sweet Martha Lorraine (II)  (McDonald) – 3:26
7. Thunderbird (McDonald) – 3:45
8. Gibson’s Song  (Cohen) – 3:40
9. No One Can Teach You How to Live (Melton) – 3:19
10. Insufficient Funds (Barthol/Marsh) – 2:38
11. Dreams (Cohen Richardson) – 2:59

Bis auf zwei Titel handelt es sich um neue Songs.
Der bekannteste Titel ist Not So Sweet Martha Lorraine (II), der vom Debütalbum der Band stammt. Er wurde beschleunigt und modernisiert, und der ursprüngliche Psychedelic Song wurde in einen Folksong verwandelt. Der Text hat sich nicht geändert, mit dem Refrain „You know it’s a shame and a pity/ You were raised up in the city/ And never learned nothing about country ways“ (in etwa: „Es ist eine Schmach und wirklich schade, dass du in der Stadt aufgewachsen bist und nie etwas über die Lebensart auf dem Lande erfahren hast.“)
Thunderbird wurde mit einem Streich- und Blasensemble produziert. Es handelt von dem vom Aussterben bedrohten Kalifornienkondor.
Gibson’s Song ist ein instrumentaler Titel. Daran schließt sich dröhnend das philosophierende No One Can Teach You How to Live an. Auch das abschließende Stück Dreams vermittelt „Lebensweisheiten“: „Believe your dreams, they can come true.“ („Glaube an deine Träume, sie können wahr werden“).

## Besetzung
- Country Joe McDonald (Gesang, akustische Gitarre)
- Barry „Fish“ Melton (Gesang, elektrische und akustische Gitarre)
- David Bennett Cohen (Orgel, elektrische und akustische Gitarre)
- Bruce Barthol (Bass)
- Gary „Chicken“ Hirsh (Schlagzeug)

Außerdem:
- Sam Charters (Jug)
- Streich- und Blasensemble, arrangiert von Trevor Lawrence